# Кубок Сербії з футболу 2010—2011
Кубок Сербії з футболу 2010–2011 — 5-й розіграш кубкового футбольного турніру в Сербії. Титул втретє здобув Партизан.

## Календар
| Раунд            | Дата                       | Матчі | Клуби   |
| ---------------- | -------------------------- | ----- | ------- |
| Попередній раунд | 1 вересня 2010             | 7     | 39 → 32 |
| 1/16 фіналу      | 22 вересня - 6 жовтня 2010 | 16    | 32 → 16 |
| 1/8 фіналу       | 27 жовтня 2010             | 8     | 16 → 8  |
| 1/4 фіналу       | 10 листопада 2010          | 4     | 8 → 4   |
| 1/2 фіналу       | 16 березня/6 квітня 2011   | 4     | 4 → 2   |
| Фінал            | 11 травня 2011             | 1     | 2 → 1   |

## Попередній раунд
| Команда 1            | Рахунок      | Команда 2             |
| -------------------- | ------------ | --------------------- |
| 1 вересня 2010       |              |                       |
| Срем (Яково) (3)     | 1:0          | ЧСК Челарево (3)      |
| Слога (Петровац) (3) | 1:1 пен. 4:2 | Земун (2)             |
| Синджелич (Ниш) (2)  | 2:0          | Динамо (Вранє) (2)    |
| Доні Срем (3)        | 3:2          | Банат (2)             |
| Мокра Гора (4)       | 1:1 пен. 4:3 | Младост (Лучані) (2)  |
| Младост (Апатін) (3) | 3:2          | Раднички (Сомбор) (2) |
| Слога (Кралєво) (3)  | 2:1          | Раднички (Ниш) (3)    |

## 1/16 фіналу
| Команда 1               | Рахунок      | Команда 2                     |
| ----------------------- | ------------ | ----------------------------- |
| 22 вересня 2010         |              |                               |
| Пролетер (Нови-Сад) (2) | 1:0          | Напредак (2)                  |
| Срем (Яково) (3)        | 2:2 пен. 5:4 | Явор                          |
| Млади Радник (2)        | 1:3          | Слобода (Севойно)             |
| Борац                   | 2:0          | Інджія                        |
| Ягодина                 | 4:0          | Бежанія (2)                   |
| Борча                   | 1:1 пен. 2:4 | Срем (Сремська-Митровиця) (2) |
| Металац                 | 1:1 пен. 4:2 | Новий Сад (2)                 |
| Хайдук (Кула)           | 0:0 пен. 4:5 | Колубара (2)                  |
| Слога (Петровац) (3)    | 0:2          | Воєводина                     |
| Синджелич (Ниш) (2)     | 2:0          | Чукарички                     |
| Доні Срем (3)           | 0:2          | Рад                           |
| Мокра Гора (4)          | 1:1 пен. 8:9 | Смедерево                     |
| Телеоптик (2)           | 2:1          | ОФК Белград                   |
| Слога (Кралєво) (3)     | 0:2          | Црвена Звезда                 |
| 28 вересня 2010         |              |                               |
| Спартак                 | 2:1          | Нові Пазар (2)                |
| 6 жовтня 2010           |              |                               |
| Младост (Апатін) (3)    | 0:6          | Партизан                      |

## 1/8 фіналу
| Команда 1                     | Рахунок          | Команда 2               |
| ----------------------------- | ---------------- | ----------------------- |
| 27 жовтня 2010                |                  |                         |
| Срем (Яково) (3)              | 2:2 пен. 4:5     | Воєводина               |
| Слобода (Севойно)             | 2:1              | Металац                 |
| Смедерево                     | 0:0 пен. 3:4     | Телеоптик (2)           |
| Колубара (2)                  | 1:2              | Спартак                 |
| Синджелич (Ниш) (2)           | 0:0 пен. 4:2 Рад |                         |
| Срем (Сремська-Митровиця) (2) | 0:2              | Ягодина                 |
| Партизан                      | 3:0              | Пролетер (Нови-Сад) (2) |
| Црвена Звезда                 | 4:0              | Борац                   |

## 1/4 фіналу
| Команда 1           | Рахунок | Команда 2     |
| ------------------- | ------- | ------------- |
| 10 листопада 2010   |         |               |
| Синджелич (Ниш) (2) | 0:4     | Партизан      |
| Воєводина           | 1:0     | Ягодина       |
| Слобода (Севойно)   | 3:2     | Спартак       |
| Црвена Звезда       | 2:1     | Телеоптик (2) |

## 1/2 фіналу
| Команда 1                | Заг. | Команда 2     | 1-й матч | 2-й матч |
| ------------------------ | ---- | ------------- | -------- | -------- |
| 16 березня/6 квітня 2011 |      |               |          |          |
| Слобода (Севойно)        | 1:3  | Воєводина     | 1:2      | 0:1      |
| Партизан                 | 2:1  | Црвена Звезда | 2:0      | 0:1      |

## Фінал
Матч був зупинений на 83-й хвилині за рахунку 2-1 на користь Партизану після того, як Воєводина в знак протесту проти суддівства у повному складі залишила футбольне поле. Спочатку рахунок визнали остаточним і команді Партизан вручили кубок, але 16 травня 2011 року після рішення Футбольного союзу Сербії було встановлено результат матчу 3-0 на користь Партизану.
| 11 травня 2011 21:00 (EEST) |

| Воєводина  | 0:3      | Партизан                  |
| ---------- | -------- | ------------------------- |
| Мойсов 61' | Протокол | Таго 17' Вукич 71' (пен.) |

| Црвена Звезда, Белград Глядачів: 20 000 Арбітр: Слободан Веселинович |